# Сітерн
Сіте́рн (фр. Citerne) — муніципалітет у Франції, у регіоні О-де-Франс, департамент Сомма. Населення — 246 осіб (01.01.2021).
Муніципалітет розташований на відстані близько 135 км на північ від Парижу, 36 км на захід від Ам'єна.

## Демографія
Динаміка населення (INSEE ):

## Економіка
2010 року серед 173 осіб працездатного віку (15—64 років) 116 були активними, 57 — неактивними (показник активності 67,1%, у 1999 році було 67,1%). З 116 активних мешканців працювали 102 особи (65 чоловіків та 37 жінок), безробітними було 14 (12 чоловіків та 2 жінки). Серед 57 неактивних 9 осіб було учнями чи студентами, 15 — пенсіонерами, 33 були неактивними з інших причин.

У 2010 році в муніципалітеті числилось 107 оподаткованих домогосподарств, у яких проживали 269,0 особи, медіана доходів виносила 16 215 євро на одного особоспоживача